# Viola (Wisconsin)
Pour les articles homonymes, voir Viola.
Viola est un village des comtés de Vernon et de Richland, dans l'État du Wisconsin, aux États-Unis. En 2020, il comptait une population de 676 habitants.